# ستيف أوليفر
ستيف أوليفر (بالإنجليزية: Steve Oliver)‏ هو منتج أسطوانات وكاتب أغاني وعازف قيثارة أمريكي، ولد في 11 يناير 1962 في لوس أنجلوس في الولايات المتحدة.